# 1,3-二硫戊环
1,3-二硫戊环是一种有机化合物，化学式为C3H6S2。它可由三硫代碳酸钠和乙二硫醇（或1,2-二溴乙烷）的反应来制备。它可以被氧化为1,3-二硫戊环-1,1,3,3-四氧化物（砜）。
1,3-二噻戊环的母体可作为羰基化合物的保护基团，性质较为稳定。